# Campionato georgiano di football americano 2019
Il Campionato georgiano di football americano 2019 è la terza edizione dell'omonimo torneo di football americano organizzato dalla GAFF.
Ha avuto inizio il 17 marzo .

## Squadre partecipanti
| Club                     | Città   | Stadio | Sponsor ufficiale | Risultato nella stagione 2018 |
| ------------------------ | ------- | ------ | ----------------- | ----------------------------- |
| AFC Tbilisi              | Tbilisi |        |                   |                               |
| Rustavi Steelers         | Rustavi |        |                   |                               |
| Sokhumi Warriors         | Sukhumi |        |                   |                               |
| Tbilisi Crusaders        | Tbilisi |        |                   |                               |
| Tbilisi Eagles           | Tbilisi |        |                   |                               |
| Western Bad Boys Zugdidi | Zugdidi |        |                   |                               |

## Stagione regolare

### Calendario

#### 1ª giornata
| Rustavi 17 marzo 2019, ore 15:00 | Rustavi Steelers | 21 – 22 | Sokhumi Warriors |  |

#### 2ª giornata
| Tbilisi 24 marzo 2019, ore 15:00 | Tbilisi Crusaders | 17 – 6 | AFC Tbilisi |  |

#### 3ª giornata
| Rustavi 31 marzo 2019, ore 15:00 | Western Bad Boys Zugdidi | 14 – 30 | Sokhumi Warriors |  |

#### 4ª giornata
| Tbilisi 7 aprile 2019, ore 15:00 | Tbilisi Eagles | 12 – 40 | AFC Tbilisi |  |

#### 5ª giornata
| Ganarjiis Mukhuri 14 aprile 2019 | Western Bad Boys Zugdidi | 0 – 82 | Rustavi Steelers |  |

#### 6ª giornata
| Tbilisi 21 aprile 2019 | Tbilisi Crusaders | 45 – 19 | Tbilisi Eagles |  |

#### 7ª giornata
| 16 novembre 2019 | Sokhumi Warriors | 0 – 28 | Rustavi Steelers |  |

| Tbilisi 17 novembre 2019 | AFC Tbilisi | 14 – 21 | Tbilisi Crusaders |  |

#### 8ª giornata
| Tbilisi 23 novembre 2019 | Tbilisi Eagles | 32 – 16 | AFC Tbilisi |  |

| 24 novembre 2019 | Western Bad Boys Zugdidi | ? – ? | Sokhumi Warriors |  |

#### 9ª giornata
| 30 novembre 2019 | Rustavi Steelers | ? – ? | Western Bad Boys Zugdidi |  |

| Tbilisi 1º dicembre 2019 | Tbilisi Crusaders | 22 – 8 | Tbilisi Eagles |  |

### Classifiche
Le classifiche della regular season sono le seguenti:
- PCT = percentuale di vittorie, G = partite giocate, V = partite vinte, N = partite pareggiate, P = partite perse, PF = punti fatti, PS = punti subiti

#### Girone A
| Pos. | Squadra           | PCT   | G | V | N | P | PF  | PS  |
| ---- | ----------------- | ----- | - | - | - | - | --- | --- |
| 1    | Tbilisi Crusaders | 1.000 | 4 | 4 | 0 | 0 | 105 | 47  |
| 2    | AFC Tbilisi       | .250  | 4 | 1 | 0 | 3 | 76  | 82  |
| 3    | Tbilisi Eagles    | .250  | 2 | 1 | 0 | 3 | 71  | 123 |

#### Girone B
| Pos. | Squadra                  | PCT  | G   | V   | N   | P   | PF    | PS    |
| ---- | ------------------------ | ---- | --- | --- | --- | --- | ----- | ----- |
| 1    | Rustavi Steelers         | .667 | 3+? | 2+? | 0+? | 1+? | 131+? | 22+?  |
| 2    | Sokhumi Warriors         | .667 | 3+? | 2+? | 0+? | 1+? | 52+?  | 63+?  |
| 3    | Western Bad Boys Zugdidi | .000 | 2+? | 0+? | 0+? | 2+? | 14+?  | 112+? |

## Playoff

### Tabellone
|  | Semifinali | Semifinali        | Semifinali |                  |    | III Finale        | III Finale | III Finale |  |
|  |            |                   |            |                  |    |                   |            |            |  |
|  | 1A         | Tbilisi Crusaders | 37         |                  |    |                   |            |            |  |
|  | 1A         | Tbilisi Crusaders | 37         |                  |    |                   |            |            |  |
|  | 2B         | Sokhumi Warriors  | 8          |                  |    |                   |            |            |  |
|  | 2B         | Sokhumi Warriors  | 8          |                  | 1A | Tbilisi Crusaders | 10         |            |  |
|  |            |                   |            |                  | 1A | Tbilisi Crusaders | 10         |            |  |
|  |            |                   | 1B         | Rustavi Steelers | 12 |                   |            |            |  |
|  | 1B         | Rustavi Steelers  | 1B         | Rustavi Steelers | 12 | 34                |            |            |  |
|  | 1B         | Rustavi Steelers  |            |                  |    |                   |            |            |  |
|  | 2A         | AFC Tbilisi       | 0          |                  |    |                   |            |            |  |

### Semifinali
| 7 dicembre 2019 | Tbilisi Crusaders | 37 – 8 | Sokhumi Warriors |  |

| 8 dicembre 2019 | Rustavi Steelers | 34 – 0 | AFC Tbilisi |  |

### Finale III
| Tbilisi 22 dicembre 2019, ore 17:00 | Tbilisi Crusaders | 10 – 12 | Rustavi Steelers |  |

## Verdetti
- Rustavi Steelers Campioni della Georgia 2019